# Csire Gabriella
Csire Gabriella (Marosújvár, 1938. április 21. –) bukaresti magyar író, gyermek- és ifjúsági író. Csire József zeneszerző özvegye.

## Életpályája
Két éves korában szüleivel együtt Kolozsvárra költözött. Itt érettségizett a (volt református) leánygimnáziumban, majd a Bolyai Tudományegyetem magyar nyelv és irodalom szakán szerzett diplomát. 1959 őszétől Bukarestben él: az Irodalmi Könyvkiadó, majd az Ifjúsági Kiadó szerkesztőjeként működött. A Tanügyi Újság, az Előre és a Jóbarát újságírója-szerkesztője, 1990–92 között a Cimbora című gyermeklap főszerkesztője volt. Szerkesztői, újságírói tevékenysége mellett karcolatokat, novellákat, meséket és szabad verseket közölt. Az Erdélyi Gondolat Könyvkiadó szerkesztőbizottságának tagja és a 2009-ben indult Erdélyi Toll című irodalmi-művelődési folyóirat társszerkesztője. 1990 óta a Romániai Írószövetség tagja.

## Munkássága
Csire Gabriella munkásságát több lexikon méltatja. Az évek során készített, sajtóban közölt, illetőleg tévé- és rádióban elhangzott interjúk, valamint a köteteit bemutató recenziók tanúsága szerint Csire Gabriella a romániai magyar gyermekirodalom egyik jeles képviselője.

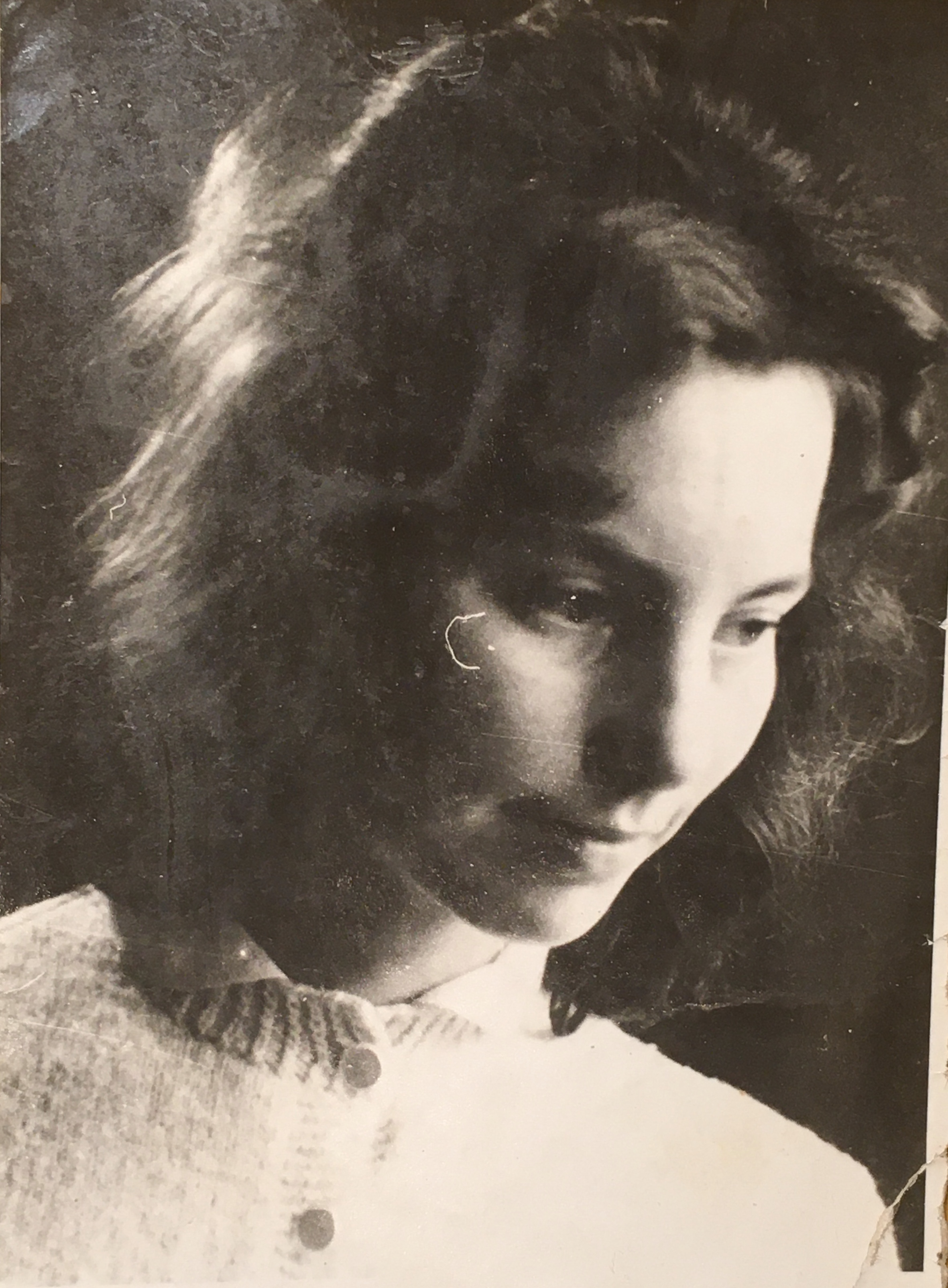
Csire Gabriella arcképe 1963

1969-től óta publikál önálló kötetekben és antológiákban. Főbb művei: mese- és karcolatfüzér gyerekeknek (Turpi meséi; Álomhajó; Kaktusztövis; Áprilisi tréfa; Az aranyhal palotája), meseregények (Turpi és Világjáró Kópé; Mókus Pali vándorúton; Álomfestő Bíborka – A Kása-barlang titka; Turpi Lak), tudománynépszerűsítő kötetek a zene, az asztronómia és a biológia területéről (Bűvös dalnok; 9 bolygó meg 1 Nap; Csillagregék; Bambuszka;), valamint különböző mítosz- és eposzfeldolgozások az ifjúság számára (Kalevala messze földjén, Ráma és Szítá csodálatos története; Odüsszeusz, a vándor; Trója; Görög regevilág; Gilgames álmai; Itt járt Mátyás király; Egy magyar kalandor ifjúsága). Két kötete román fordításban is megjelent 2001-ben. Férje, Csire József zeneszerző számára több librettót írt (Liliomhullás – balett; Hajnaltól hajnalig, Válságos órák, Napfia dalia – operák; A varázsló kosara, Szavak Háza – 2 zenés mesejáték stb.).
A gyermek- és ifjúsági irodalomhoz való viszonyáról így beszélt: „A kisfiam kérdezett, s én megpróbáltam kérdéseire válaszolni. Mindenre kíváncsi volt, mert tudni akarta: ki tette oda a hegyeket? Hogyan lehet eljutni a világ végére? És hol lakik s mivel foglalkozik a Semmi? A gyermekek tanítottak mesélni örök nagy kíváncsiságukkal, sajátos bájt és játékosságot ötvöző beszédükkel, érzéseik elemi erejének természetes megnyilvánulásaival. Csak azokat a meséket és karcolatokat tartottam meg, melyeket újra meg újra akartak hallani vagy olvasni...”

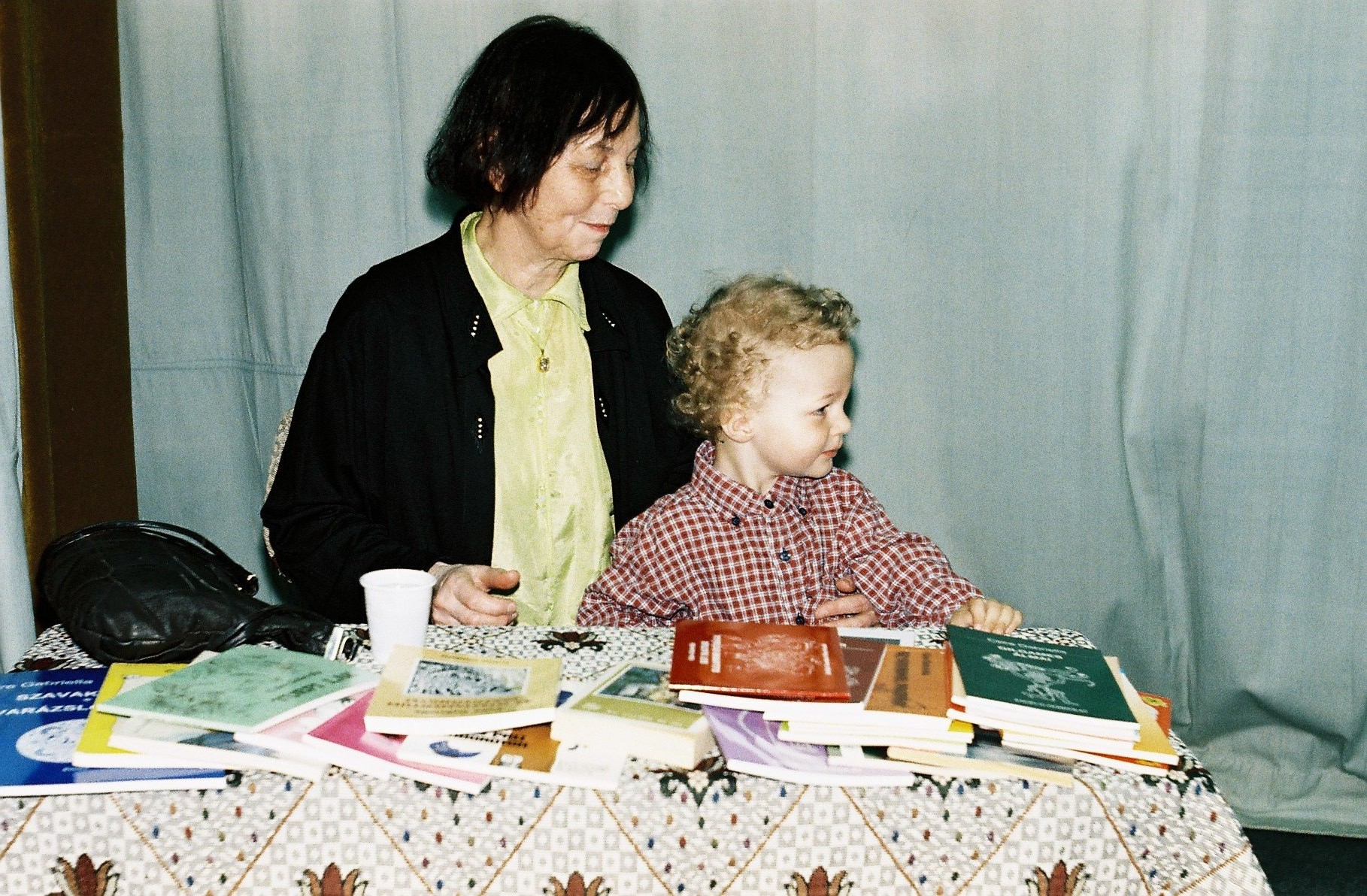
Az írónő napjainkban az unokájának mesél

## Kötetei
- Pandóra szelencéi. Ismerkedés a szépirodalmi műfajokkal; ill. V. Socolnic; Ifjúsági, Bukarest, 1969
- Turpi meséi; ill. Labancz László; Creanga, Bukarest, 1971
- Turpi és Világjáró Kópé. Meseregény; ill. Karancsi Sándor; Creanga, Bukarest, 1976
- Csire Gabriella–Csire József: Bűvös dalnok. Mesélő hangszerek; ill. Balogh Lajos; Albatrosz, Bukarest, 1978
- Álomhajó. Novellák, karcolatok; ill. Balogh Lajos; Creanga Kiadó, Bukarest, 1980 (Beszélő tükör)
- Az anyám és én. Versek, novellák, regényrészletek az anyáról; összeáll., bev., jegyz. Csire Gabriella; ill. Plugor Sándor; Creanga, Bukarest, 1982
- Mókus Pali vándorúton; ill. Keller Emese; Creanga, Bukarest, 1983
- A forrás titka. Mesékbe ültetett eposzok és széphistóriák; ill. Damó István; Creanga, Bukarest, 1985
- Álomfestő Bíborka / A Kása-barlang titka; ill. Damó István; Creanga, Bukarest, 1988
- Kaktusztövis. Karcolatfüzér; ill. Keller Emese; Creanga, Bukarest, 1991
- Elek apó Cimborája. Antológia. Válogatás a "Cimbora" 1922–29 évfolyamaiból; vál., utószó, jegyz. Csire Gabriella, ill. Csutak Levente; Erdélyi Gondolat, Székelyudvarhely, 1994.
- Csire Gabriella–Csire Gábor: Csillagregék; Publistar, Bukarest, 1995
- Kalevala messze földjén; ill. Vándor-Várhegyi Ibolya; Corvin, Déva, 1995
- Áprilisi tréfa. Gyermektörténetek; Erdélyi Gondolat, Székelyudvarhely, 1996
- Csire Gabriella–Csire Gábor: 9 bolygó meg 1 Nap; Publistar, Bukarest, 1996
- Ráma és Szítá csodálatos története; Erdélyi Gondolat, Székelyudvarhely, 1997
- Csire Gabriella–Csire Gábor: Bambuszka. Állatregék; Publistar, Bukarest, 1997
- Odüsszeusz, a vándor. Eposz-átdolgozás; ill. Damó István; Corvin, Déva, 2000
- Itt járt Mátyás király. Kis történetek a nagy királyról; ill. Felszegi Stefánia; Erdélyi Gondolat, Székelyudvarhely, 2001
- Münchhausen báró barangolásai a nagyvilágban. Átdolgozás G. A. Bürger műve, a Münchhausen báró kalandjai (1786) nyomán; ill. Felszegi Stefánia; Erdélyi Gondolat, Székelyudvarhely, 2001
- Legendele constelațiilor (ill. Marian Voinea), románra fordította Szonda Szabolcs, Cornelia Moldovan, 2001
- Kalevala, țara îndepărtată (ill. Marian Voinea), románra fordította Lendvay Éva, 2001
- Turpi lak. Meseregény; A varázsló kosara. Mese; ill. Felszegi M. Stefánia; Erdélyi Gondolat, Székelyudvarhely, 2002
- Bűvös dalnok (Csire Józseffel), 2003
- Az aranyhal palotája. Tarka történetek; ill. Felszegi Stefánia; Erdélyi Gondolat, Székelyudvarhely, 2004
- Görög regevilág. Istenek; Égisz, Bukarest, 2004
- Görög regevilág. Héroszok; Égisz, Bukarest, 2005
- Gilgames álmai. Eposz-átdolgozás; Erdélyi Gondolat, Székelyudvarhely, 2005
- Trója. A trójai mondakör; Erdélyi Gondolat, Székelyudvarhely, 2006
- Csire Gabriella–Csire József: A varázsló kosara / Szavak Háza; Égisz, Bukarest, 2007
- Csillagregék (Csire Gáborral) (ill. vázarajzok alapján) 2007
- Az Ótestamentum igazgyöngyei; ill. Keller Emese; Erdélyi Gondolat, Székelyudvarhely, 2008
- Egy magyar kalandor ifjúsága. Gvadányi József Rontó Pál című elbeszélő költeménye nyomán; ill. Felszegi Stefánia; Erdélyi Gondolat, Székelyudvarhely, 2008
- Vitéz Háry János. Garay János Az obsitos című elbeszélő költeménye nyomán; ill. Keller Emese; Erdélyi Gondolat, Székelyudvarhely, 2009 (Erdélyi Gondolat gyermekkönyvtár)
- Árgirus királyfi és az aranyalmák. Gergei Albert Árgirus históriája nyomán; ill. Keller Emese; Erdélyi Gondolat, Székelyudvarhely, 2009 (Erdélyi Gondolat gyermekkönyvtár)
- A párjanincs János Vitéz. Petőfi Sándor János vitéz című elbeszélő költeménye nyomán; ill. Keller Emese; Erdélyi Gondolat, Székelyudvarhely, 2009 (Erdélyi Gondolat gyermekkönyvtár)
- Szuhay Mátyás tréfája. Tompa Mihály Szuhay Mátyás című elbeszélő költeménye nyomán; ill. Keller Emese; Erdélyi Gondolat, Székelyudvarhely, 2009 (Erdélyi Gondolat gyermekkönyvtár)
- Csaba és a Nap fia. Vörösmarty Mihály Tündérvölgy című elbeszélő költeménye nyomán; ill. Keller Emese; Erdélyi Gondolat, Székelyudvarhely, 2009 (Erdélyi Gondolat gyermekkönyvtár)
- Lúdas Matyi három arca. Fazekas Mihály Lúdas Matyi című elbeszélő költeménye nyomán; ill. Keller Emese; Erdélyi Gondolat, Székelyudvarhely, 2009 (Erdélyi Gondolat gyermekkönyvtár)
- A magyarság mondáiból; Erdélyi Gondolat, Székelyudvarhely, 2010
- A nagy erejű Toldi. Arany János Toldi című elbeszélő költeménye nyomán; ill. Péter Katalin; Erdélyi Gondolat, Székelyudvarhely, 2010 (Erdélyi Gondolat gyermekkönyvtár)
- Tündér Ibolya. Arany János Rózsa és Ibolya című verses meséje nyomán; ill. Péter Katalin; Erdélyi Gondolat, Székelyudvarhely, 2011 (Erdélyi Gondolat gyermekkönyvtár)
- Észak ékes csillaga. Mesék finn, lapp és vogul epikus énekek nyomán; ill. Péter Katalin; Erdélyi Gondolat, Székelyudvarhely, 2011 (Erdélyi Gondolat gyermekkönyvtár)
- Erdélyi mondák és históriák; Erdélyi Gondolat, Székelyudvarhely, 2012
- Görög regevilág; Corvin, Déva, 2014
- Pikk-pakk lámpa. Turpi meséi; ill. Szabó Erzsébet; Corvin, Déva, 2015 + CD-ROM
- Kínai regevilág; Corvin, Déva, 2017
- Hindu regevilág; Corvin, Déva, 2019
- Perzsa regevilág; Corvin, Déva, 2022

## Díjai, kitüntetései
- A budapesti Kőrösi Csoma Sándor Általános Iskola és Gimnázium irodalmi díja (2004)
- A Romániai Írószövetség által kibocsájtott diploma: Diplomă de excelenţă (2014)
- Bercsényi Miklós-díj, A bukaresti Ady Endre Líceum és a brassói Wilde József Társaság díja (2018)